# Kanton Sainte-Rose-1
Der Kanton Sainte-Rose-1 ist ein Wahlkreis im französischen Département Guadeloupe. 

## Gemeinden
Der Kanton besteht aus vier Gemeinden und Gemeindeteilen mit insgesamt 14.951 Einwohnern (Stand: 1. Januar 2022) auf einer Gesamtfläche von 140,31 km²:
| Gemeinde             | Einwohner 1. Januar 2022 | Fläche km² | Dichte Einw./km² | Code INSEE | Postleitzahl |
| -------------------- | ------------------------ | ---------- | ---------------- | ---------- | ------------ |
| Bouillante           | 2.518                    | 21,81      | 115              | 97106      | 97125        |
| Deshaies             | 3.792                    | 31,10      | 122              | 97111      | 97126        |
| Pointe-Noire         | 5.813                    | 59,70      | 97               | 97121      | 97116        |
| Sainte-Rose          | 2.828                    | 27,70      | 102              | 97129      | 97115        |
| Kanton Sainte-Rose-1 | 14.951                   | 140,31     | 107              | 97118      | –            |

1. ↑   Nur der nördliche Teil der Gemeinde, der Rest gehört zum Kanton Vieux-Habitants.
2. ↑   Nur der nordwestliche Teil der Gemeinde, der Rest gehört zum Kanton Sainte-Rose-2.

Der Kanton umfasste bis 2015 einen Teil der Gemeinde Sainte-Rose.